# Marlies van Baalen
Marlies Anne van Baalen (née le 30 août 1980 à Bois-le-Duc) est une cavalière néerlandaise de dressage.
Elle est la fille de Coby van Baalen.

## Carrière
Aux Jeux olympiques d'été de 2004 à Athènes, elle est 43e de l'épreuve individuelle. En équipe avec Anky van Grunsven, Sven Rothenberger et Imke Schellekens-Bartels, elle est quatrième de l'épreuve par équipe.